# Hertford Castle
Hertford Castle är ett slott i Storbritannien.   Det ligger i grevskapet Hertfordshire och riksdelen England, i den sydöstra delen av landet, 30 km norr om huvudstaden London. Hertford Castle ligger 43 meter över havet.
Terrängen runt Hertford Castle är huvudsakligen platt. Hertford Castle ligger nere i en dal. Runt Hertford Castle är det mycket tätbefolkat, med 1 361 invånare per kvadratkilometer. Närmaste större samhälle är Enfield Town, 16,0 km söder om Hertford Castle. Trakten runt Hertford Castle består i huvudsak av gräsmarker.